# Billa

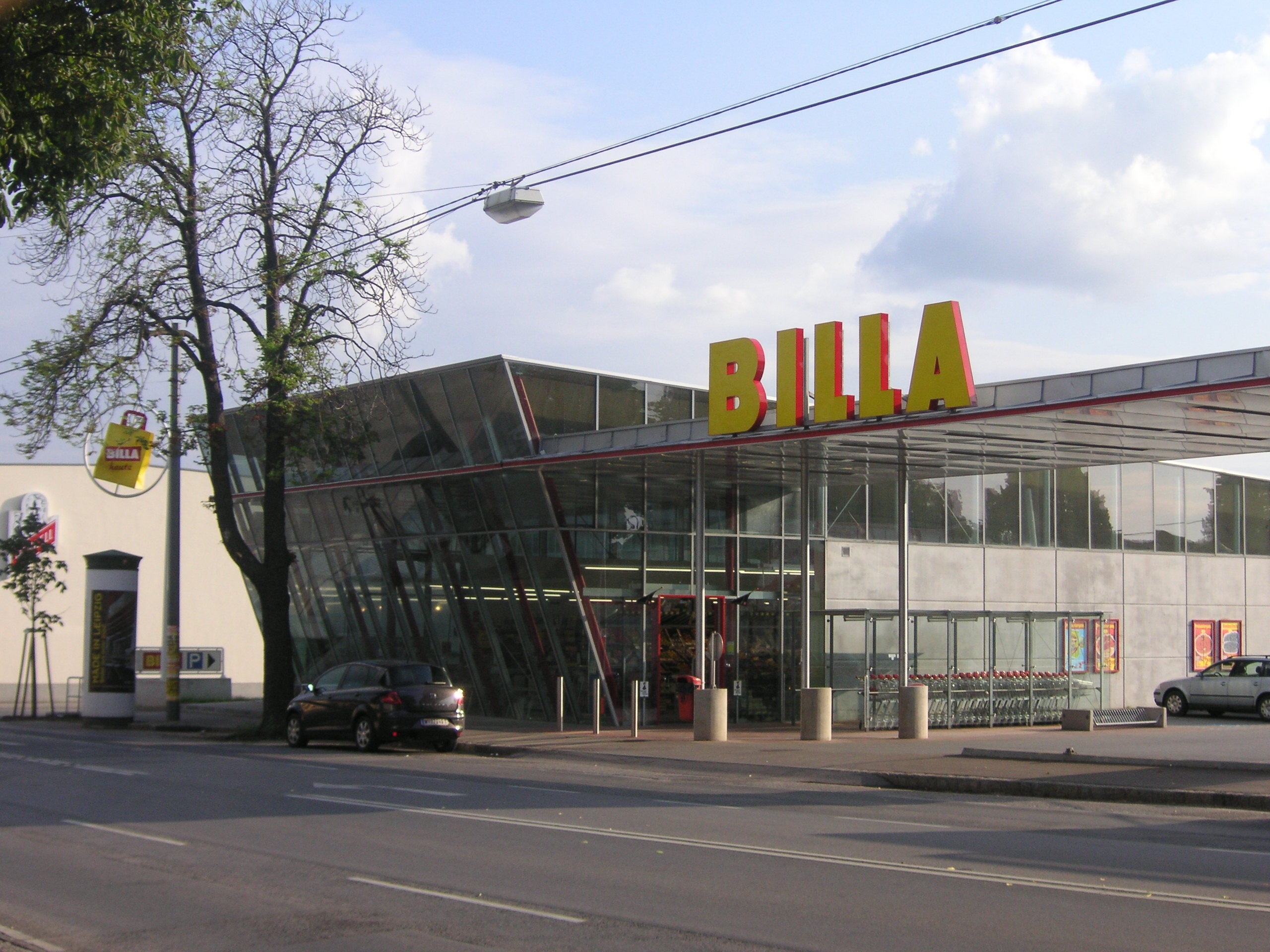
Billa Bécsben

A BILLA egy európai élelmiszer-üzletlánc, amelyet Ausztriában alapítottak. A német REWE Csoport tagja.

## A név eredete
A szupermarket neve a BILliger LAden (magyarul ’olcsó bolt’) kifejezés egyes betűiből származik.

## A BILLA Európában
Országok, ahol a BILLA jelen van:
| Ország     | Üzletek száma |
| ---------- | ------------- |
| Ausztria   | 1102 üzlet    |
| Csehország | 271 üzlet     |
| Bulgária   | 156 üzlet     |
| Szlovákia  | 145 üzlet     |

Országok, ahol a BILLA megszűnt:
| Ország        | Üzletek száma | Megjegyzés                                                                                            |
| ------------- | ------------- | --- |
| Magyarország  | 21 üzlet      | 2002-ben a SPAR felvásárolta                                                                          |
| Lengyelország | 14 üzlet      | 2009-ben az E.Leclerc felvásárolta                                                                    |
| Románia       | 86 üzlet      | 2015-ben a Carrefour felvásárolta                                                                     |
| Olaszország   | 136 üzlet     | 2014-ben a Carrefour 53 üzletet, a Conad 50 üzletet, egyéb üzletláncok pedig 33 üzletet felvásároltak |
| Horvátország  | 49 üzlet      | 2017-ben a SPAR felvásárolta                                                                          |
| Ukrajna       | 32 üzlet      | 2020-ban felvásárolta a Novus                                                                         |
| Oroszország   | 72 üzlet      | 2021-ben eladásra kerültek a Lentónak                                                                 |

## A BILLA Magyarországon
A Magyarországon lévő üzletei jelentős részét zöldmezős beruházásként valósította meg 1993 és 2002 között. Ezekből a SPAR 2002-ben tizennégyet felvásárolt, és az alkalmazottakat tovább foglalkoztatta, ennek köszönhetően a SPAR tovább erősíthette piaci pozícióit.

### Fordítás
- Ez a szócikk részben vagy egészben  a   Billa (Supermarket) című angol Wikipédia-szócikk fordításán alapul.  Az eredeti cikk szerkesztőit annak laptörténete sorolja fel. Ez a jelzés csupán a megfogalmazás eredetét és a szerzői jogokat jelzi, nem szolgál a cikkben szereplő információk forrásmegjelöléseként.